# Назарова Богдана Володимирівна
Богдана Володимирівна Назарова (нар. 1 грудня 1994, Дніпродзержинськ (нині — Кам'янське), Україна) — українська телеведуча, громадська діячка. Переможниця конкурсу краси «Місіс Україна» (2013).

## Життєпис
Богдана Назарова народилася 1 грудня 1994 року в місті Дніпродзержинську. Закінчила середню загальноосвітню школу № 27. Вступила до Дніпродзержинського державного технічного університету на економічний факультет. Через рік перевелася на заочну форму навчання для того, щоб переїхати до Дніпропетровська і вчитися в «Школі перукарського мистецтва Абрамової». У 2011 переїхала до Києва і вже наприкінці 2013 року стала переможницею конкурсу "Mrs. Ukraine International-2013 ".
З 2012 року веде постійну рубрику «Кліпоманія» на першому інтерактивному каналі України OTV music .
У 2013 році Богдана Назарова залишається володаркою титулу «Місіс інтернешнл Україна». В цьому ж році прикрасила обкладинку українських журналів XXL та Cosmo Lady . Богдана стала ініціаторкою благодійної програми «Чужих дітей не буває», їздить по дитячих будинках, спілкується з сім'ями і піклується про те, щоб у кожної дитини був шанс знайти нове життя.
У 2014 році світлина Богдани була розміщена на обкладинці українського Playboy . У листопаді цього ж року в премії «Найпринадніші наречені України 2014» перемогла в номінації «Успішна леді» .